# Nicolae Sotir
Nicolae Sotir (n. 29 decembrie 1916, Ploiești, România – d. 24 octombrie 1991, București, România) a fost un jucător și antrenor român de volei de talie mondială.
În anul 1960, la Campionatul Mondial de Volei din Brazilia a obținut Medalia de Bronz alături de echipa națională de volei masculin a României. Tot împreună cu echipa de volei masculin a României, obține în 1963 la Campionatul European de Volei Medalia de Aur și în 1971 Medalia de Bronz. La Jocurile Olimpice din Japonia din 1964 au obținut locul 4, iar la Jocurile Olimpice din URSS din 1980 medalia de bronz. De-a lungul carierei sale a antrenat echipele naționale de volei ale României, Turciei, Franței și Israelului. 

## Biografie
A debutat în sport ca junior la echipa de fotbal de la STB. Apoi a trecut la sportul lui preferat, voleiul, mai întâi la Clubul PEBE, iar ulterior la Viforul Dacia. În aprilie 1941, frații Sotir și încă 26 studenți iubitori de sport au pus bazele Clubului TAIFUN, cu Nicolae Sotir antrenor secund la volei. Mai târziu renunță la cariera teologică și este nevoit să plece pe front de unde a reușit să scape cu viață după parcurgerea a 2000 km pe jos.
În 1945, ca fost sportiv la STB, i s-a oferit un post de funcționar, astfel putând să-și întrețină familia, iar după serviciu, să practice sport: oină, fotbal, handbal, volei, într-o anumită perioadă chiar și rugbi sau baschet. Tot aici si-a cunoscut și viitoarea soție, Ioana.

## Carieră
În 1953, ca secund al lui Gheorghe Petrescu, a participat la pregătirea echipei naționale de volei, care a obținut locul doi la Festivalul Mondial al Tineretului. Tot ca secund al lui Gheorghe Petrescu, a participat cu echipa națională de volei, în 1955, la Campionatul European de la București, unde echipa a ocupat locul doi, loc pe care l-a păstrat și în 1956, la Campionatul Mondial de la Paris. La acest campionat mondial, N. Sotir a fost arbitru la meciurile din finală.
De la începutul anilor ‘50 a fost preocupat de justa interpretare și aplicare omogenă a regulilor de arbitraj. A lucrat la întocmirea Regulamentului de Arbitraj, în 1953 la București, în cadrul Comisiei Internaționale de Arbitri.
Încă din 1950 a renunțat definitiv la munca de birou, pentru a fi antrenor de volei, antrenând echipa de volei a clubului Progresul, echipa natională feminină și masculină ale României. În 1958, N. Sotir pleacă în Turcia pentru a antrena echipa națională și pentru a organiza cursuri pentru antrenori și arbitri. În martie 1965 este angajat ca antrenor al echipei naționale de volei masculin din Franța și apoi Director în Direcția de Sport a Ministerului Educației Naționale al Franței. Reîntors în țară, Nicolae Sotir a fost numit Antrenor Federal. În anul 1983 a antrenat timp de 6 luni și echipa națională de volei din Israel. 

## Rezultate obținute
Rezultatele cele mai importante obținute de echipa națională de volei masculin a României, sub conducerea antrenorului emerit de volei, Nicolae Sotir:
- 1960 în Brazilia - Medalie de bronz la Campionatul Mondial de Volei

- 1963 în România - Medalie de aur la Campionatul European de Volei

- 1964 în Japonia - Locul 4 la Jocurile Olimpice

- 1971 în Italia - Medalie de bronz la Campionatul European de Volei

- 1980 în URSS - Medalie de bronz la Jocurile Olimpice

- 1981 în România - Medalie de aur la Universiada[2]

## Distincții
- Ordinul „Meritul Sportiv” clasa a III-a (15 aprilie 1981) „pentru rezultatele deosebite obținute la Jocurile olimpice de vară de la Moscova — 1980, precum și pentru contribuția adusă la dezvoltarea activității sportive și la creșterea prestigiului sportului românesc pe plan internațional”[3]